# Antonino Bertolotti

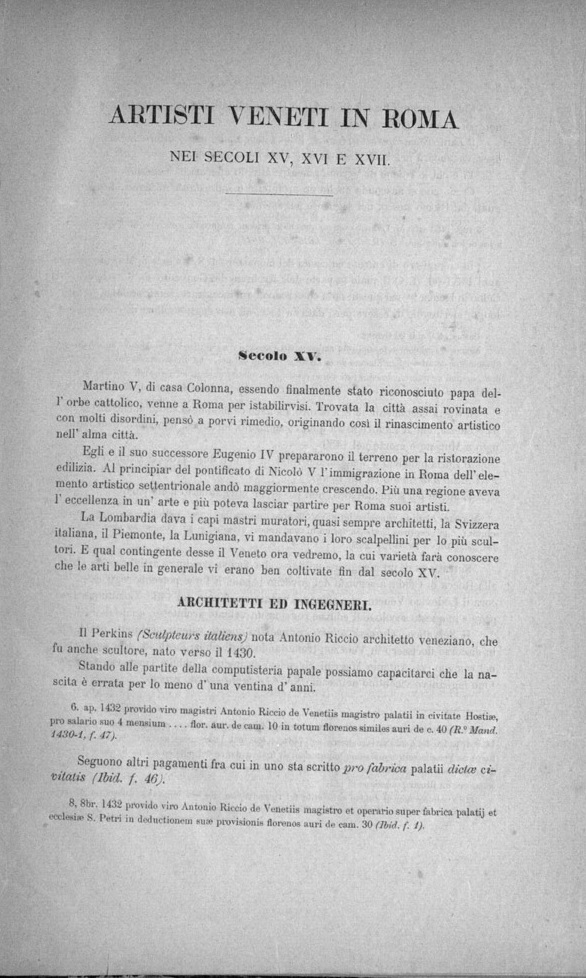
Artisti veneti in Roma nei secoli 15°, 16° e 17°, 1884

Antonino Bertolotti (Lombardore, 16 marzo 1834 – Mantova, 22 maggio 1893) è stato uno scrittore, archivista e storico dell'arte italiano.

## Biografia
Dal 1881 fu direttore dell'Archivio di Stato di Mantova.
Scrisse di storia della cultura, di artisti che hanno lavorato a Roma nonché di Olao Magno di Svezia (1891).

## Opere
- Antonino Bertolotti, Passeggiate nel Canavese, Ivrea, F.L. Curbis, 1874.
- Antonino Bertolotti, Artisti veneti in Roma nei secoli 15°, 16° e 17°, 1884.